# Korubo
I Korubo  sono un gruppo etnico del Brasile con una popolazione stimata in circa 200 individui nel 2010. Vivono in completo isolamento; i primi contatti pacifici ed ufficiali sono avvenuti solo dal 1996 in poi, con spedizioni del Funai. Un ramo del gruppo è guidato da una donna di nome Maya. Questo gruppo scissionista conta circa 23 membri mentre si stima che il gruppo più grande conti più di 150 membri. I Korubo sono stati oggetto degli studi, alla fine degli anni novanta, dell'esploratore brasiliano Sydney Possuelo e del giornalista Paul Raffaele.

## Lingua
Parlano la lingua Korubo (codice ISO 639: QKF) che appartiene alla famiglia linguistica pano; è una lingua molto simile alle lingue parlate dai Matis e dai Matsés

## Insediamenti
Vivono nello stato brasiliano dell'Amazonas, nella zona di confluenza dei fiumi Ituí e Itaquaí e nella valle dello Javari, nella parte più occidentale dello stato, una regione di confine tra Brasile e Perù. La maggior parte della popolazione vive ancora in isolamento. Nel 1996, dopo diversi tentativi, il Funai ha contattato un piccolo gruppo di Korubo.